# Escaliers du Marché
Les escaliers du Marché sont des escaliers couverts montant du bas de la rue Mercerie au parvis de la cathédrale, à Lausanne, en Suisse.

## Histoire
La date de leur construction est inconnue. Ils sont mentionnés au XIIIe siècle ; il s'agit alors d'une rue très raide formée de longs degrés espacés facilitant son ascension. Le marché de la ville, qui se tient à la place du Crêt avant qu'il ne soit transféré à la Palud, leur donne leur nom. Les escaliers actuels, en bois, couverts, construits parallèlement à un pavage très en pente, datent de 1717-1719. Leur continuité est rompue en 1911 par la création de la rue Pierre-Viret qui traverse leur partie supérieure, avant qu'un passage soit créé sous la route en 1975,,. Ils sont classés depuis le 25 mai 1900 au patrimoine vaudois.

## Situation et description
Les escaliers du marché sont constitués de plusieurs volées de marches en bois, séparées par des paliers. Ils comptent 177 marches. Ils sont intégralement couverts. Le bas de escaliers se situe au bas de la rue Mercerie, à proximité de la place de la Palud. Ils longent d'étroites et pittoresques maisons avant d'être interrompus par la rue Pierre-Viret, puis reprennent, la dernière volée de marches se terminant, après être passée sous le pavillon Levade, sur le parvis de la cathédrale.

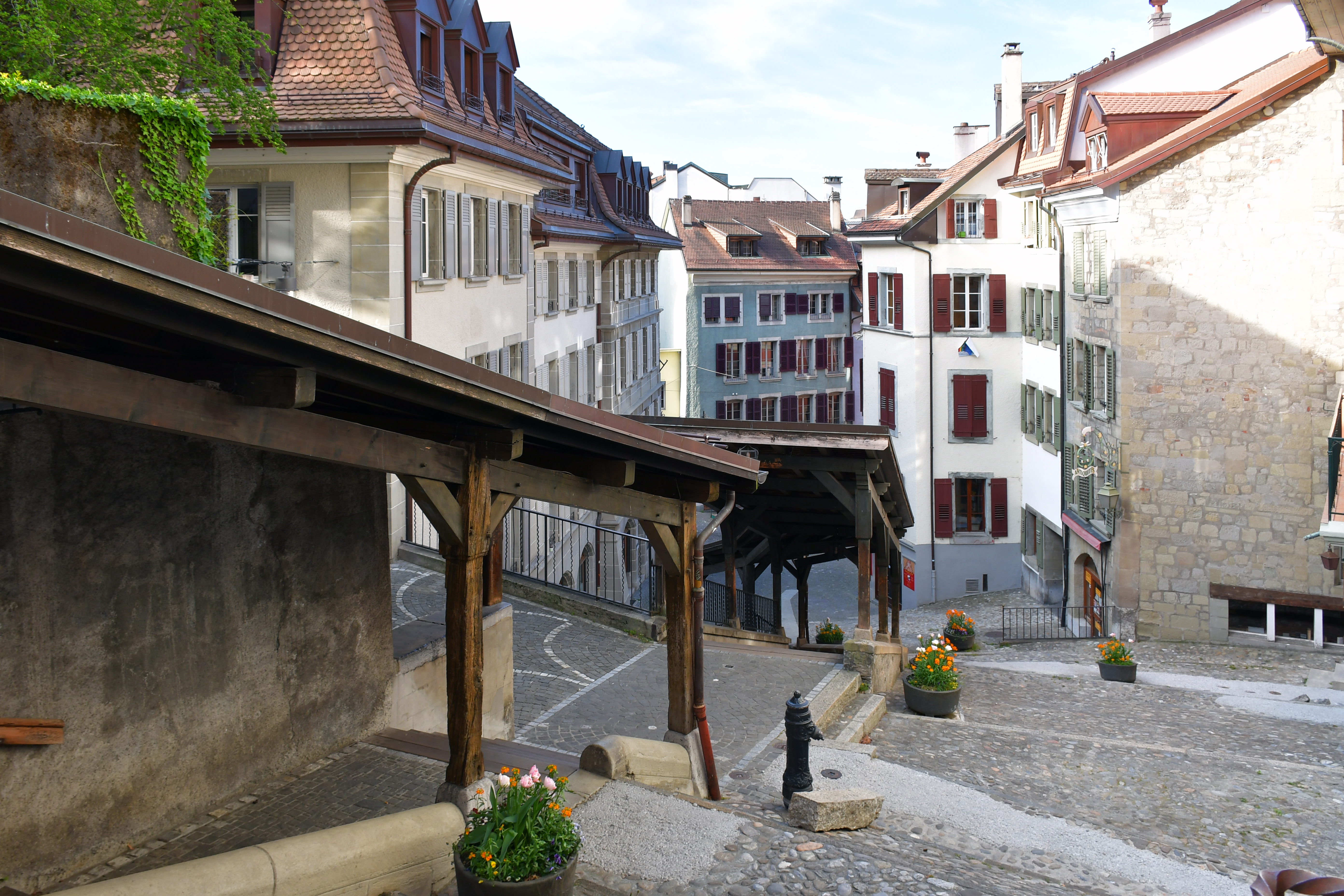
Les volées inférieures.
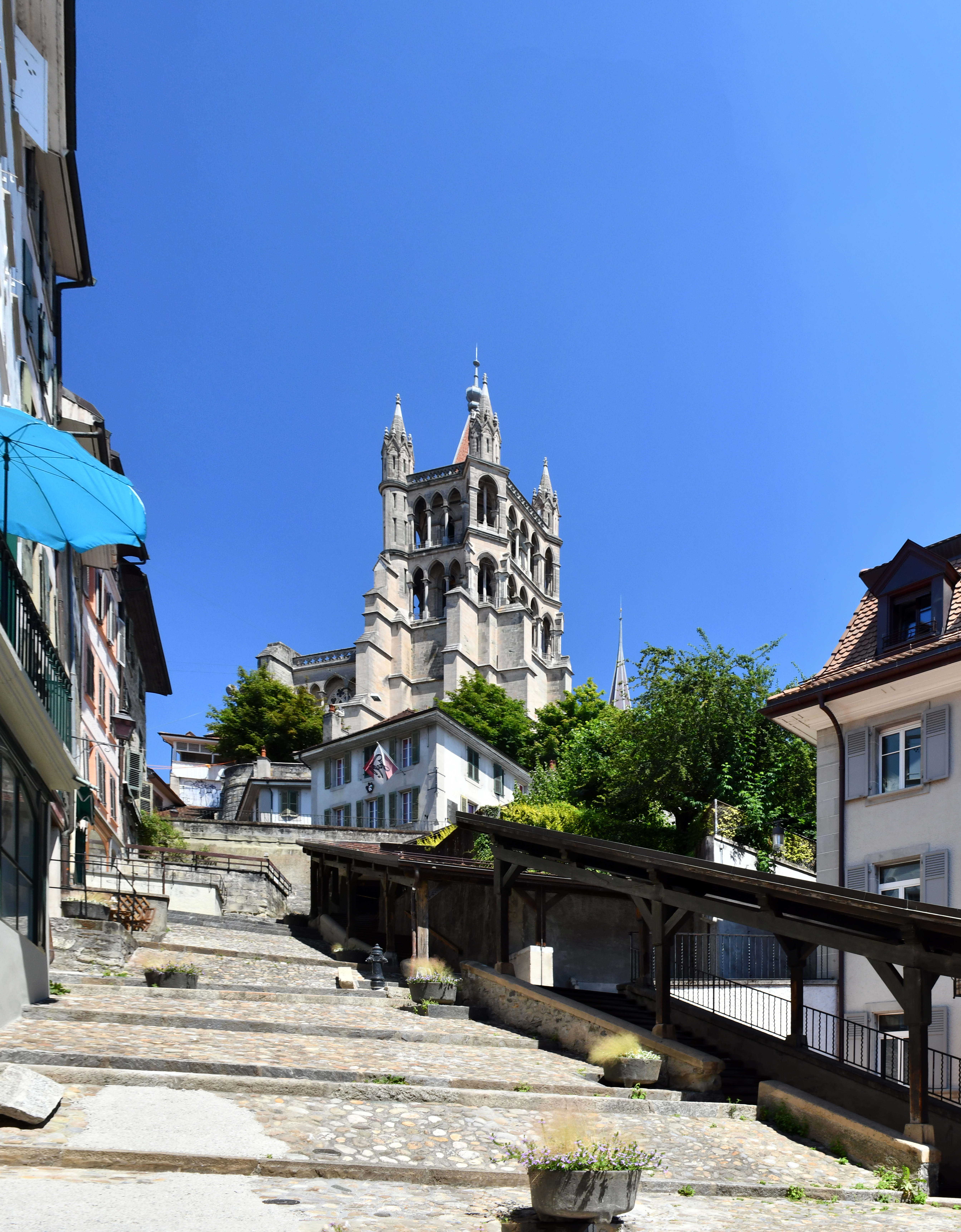
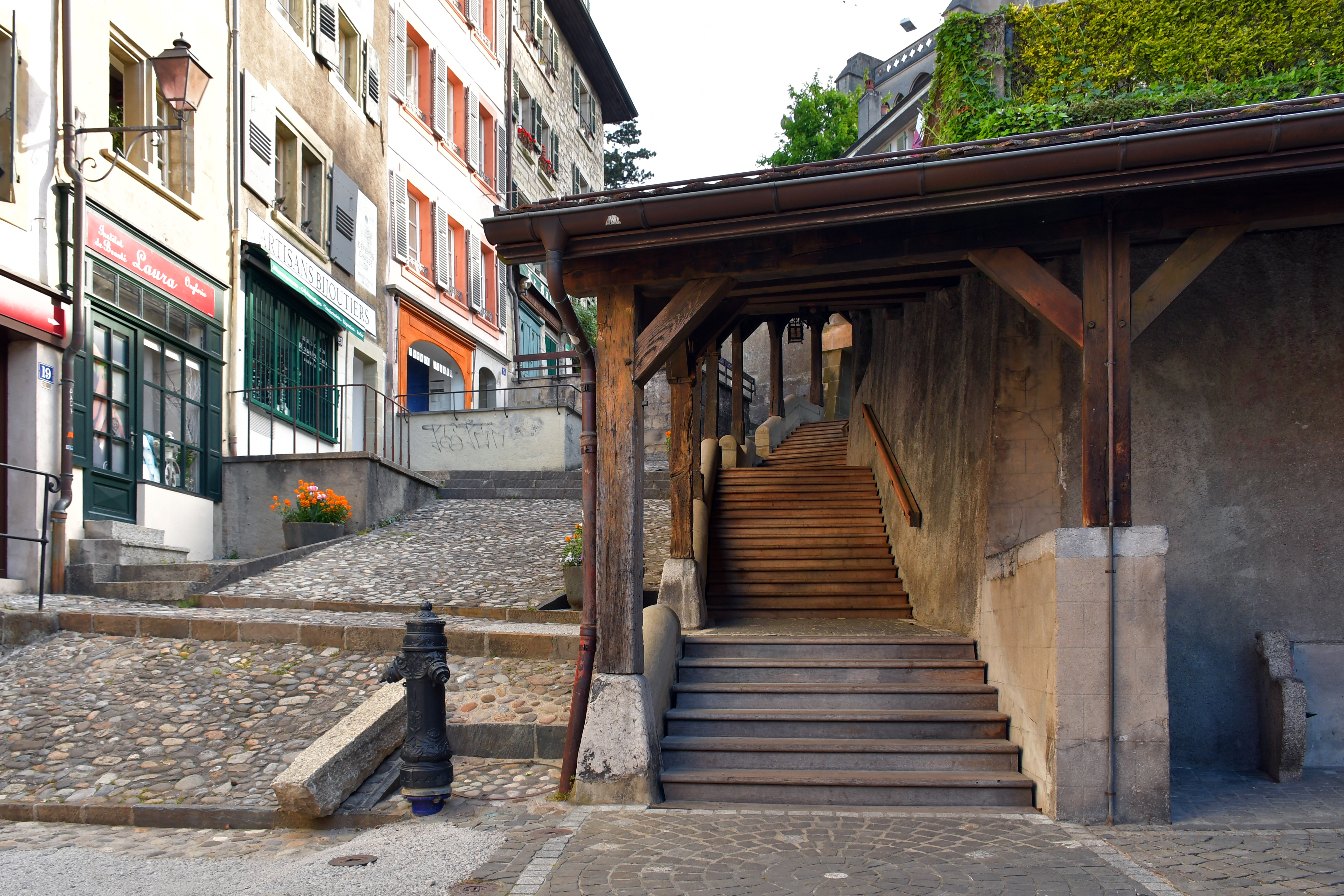
On aperçoit à l'extrémité des escaliers le début du passage sous la rue Pierre-Viret.
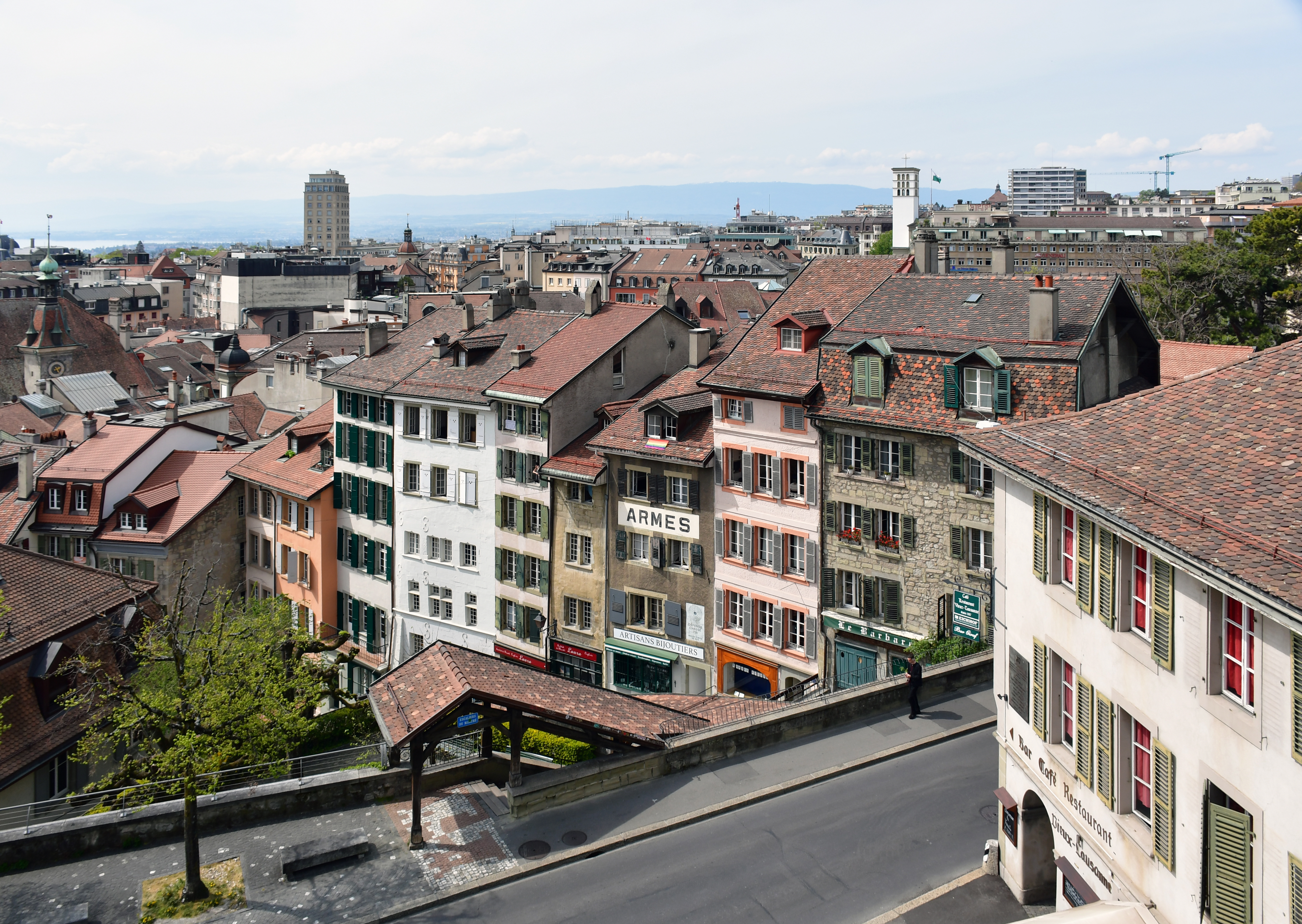
Les escaliers à leur arrivée sur la rue Pierre-Viret. Les bâtiments du centre de l'image longent l'escalier dans sa descente.
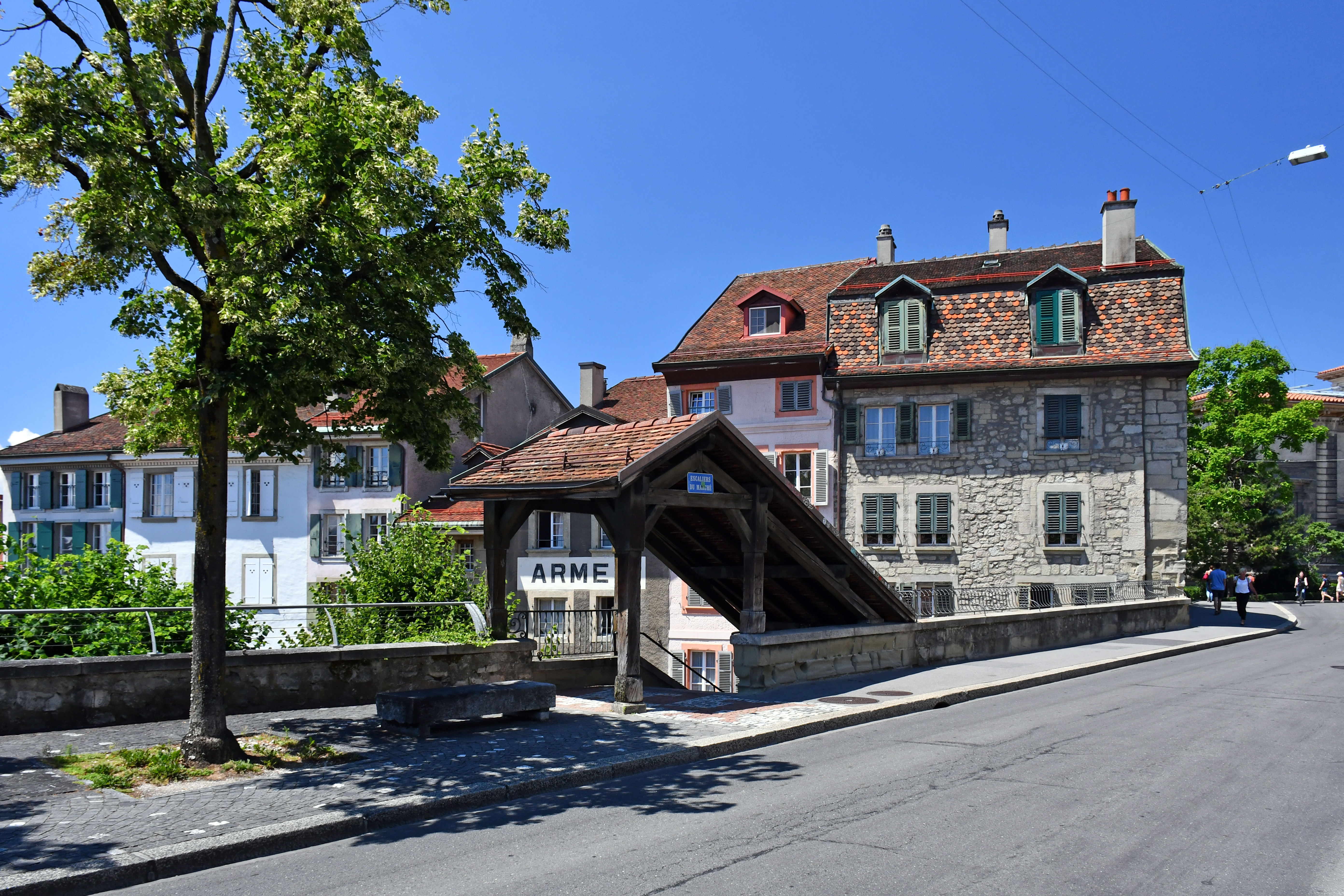
Les escaliers à leur arrivée sur la rue Pierre-Viret.
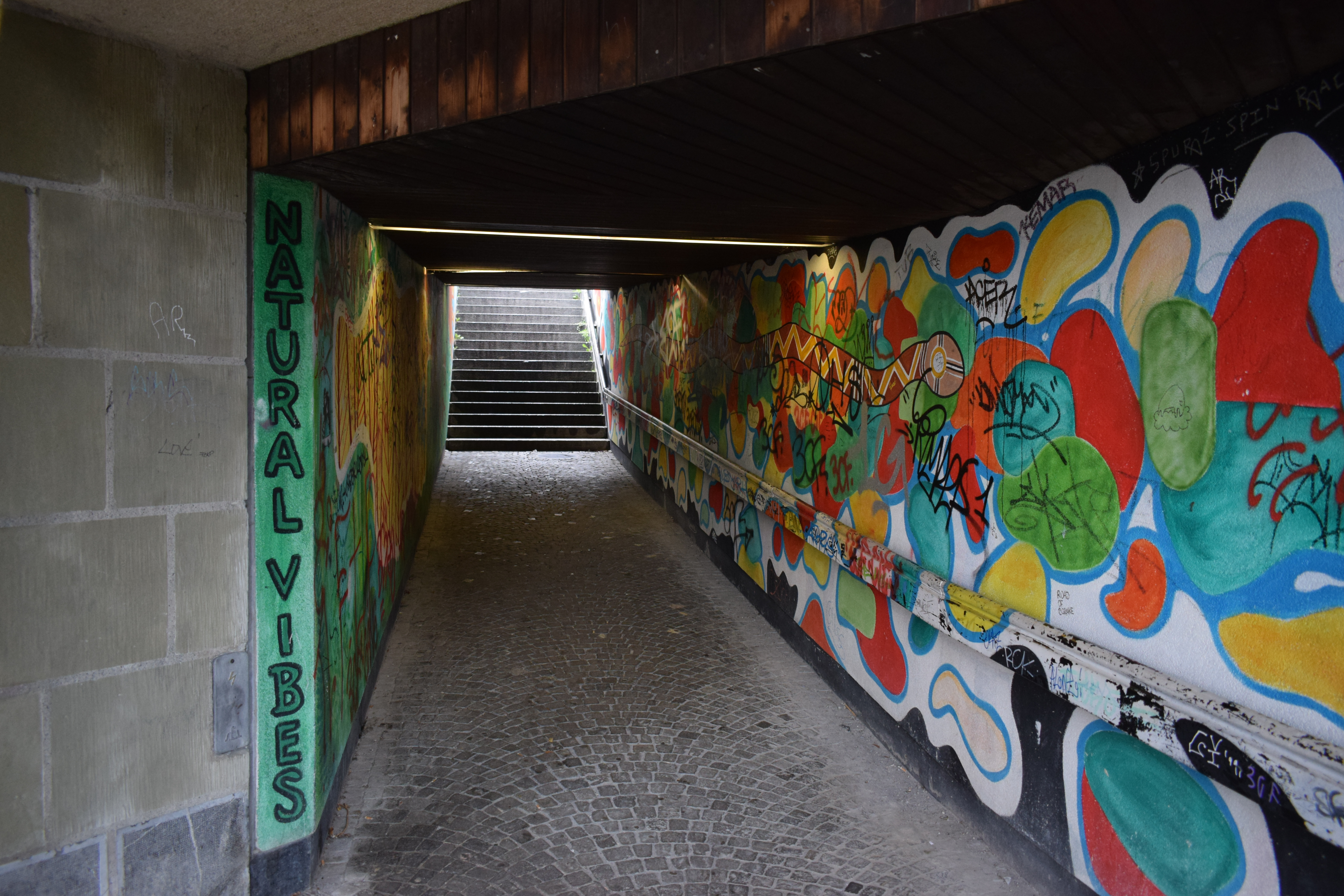
le passage sous la rue Pierre-Viret.
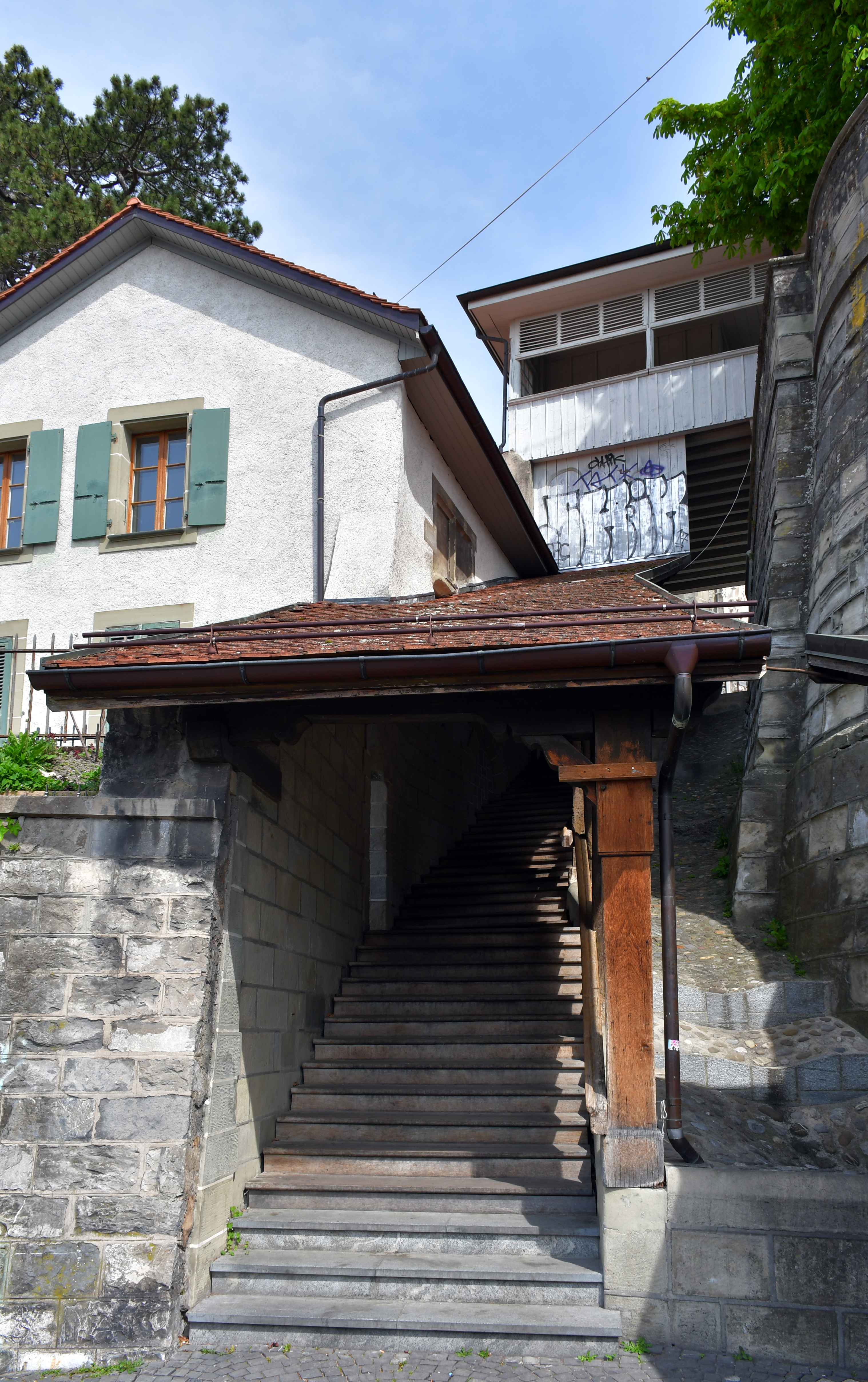
La volée supérieure passant sous le pavillon Levade.
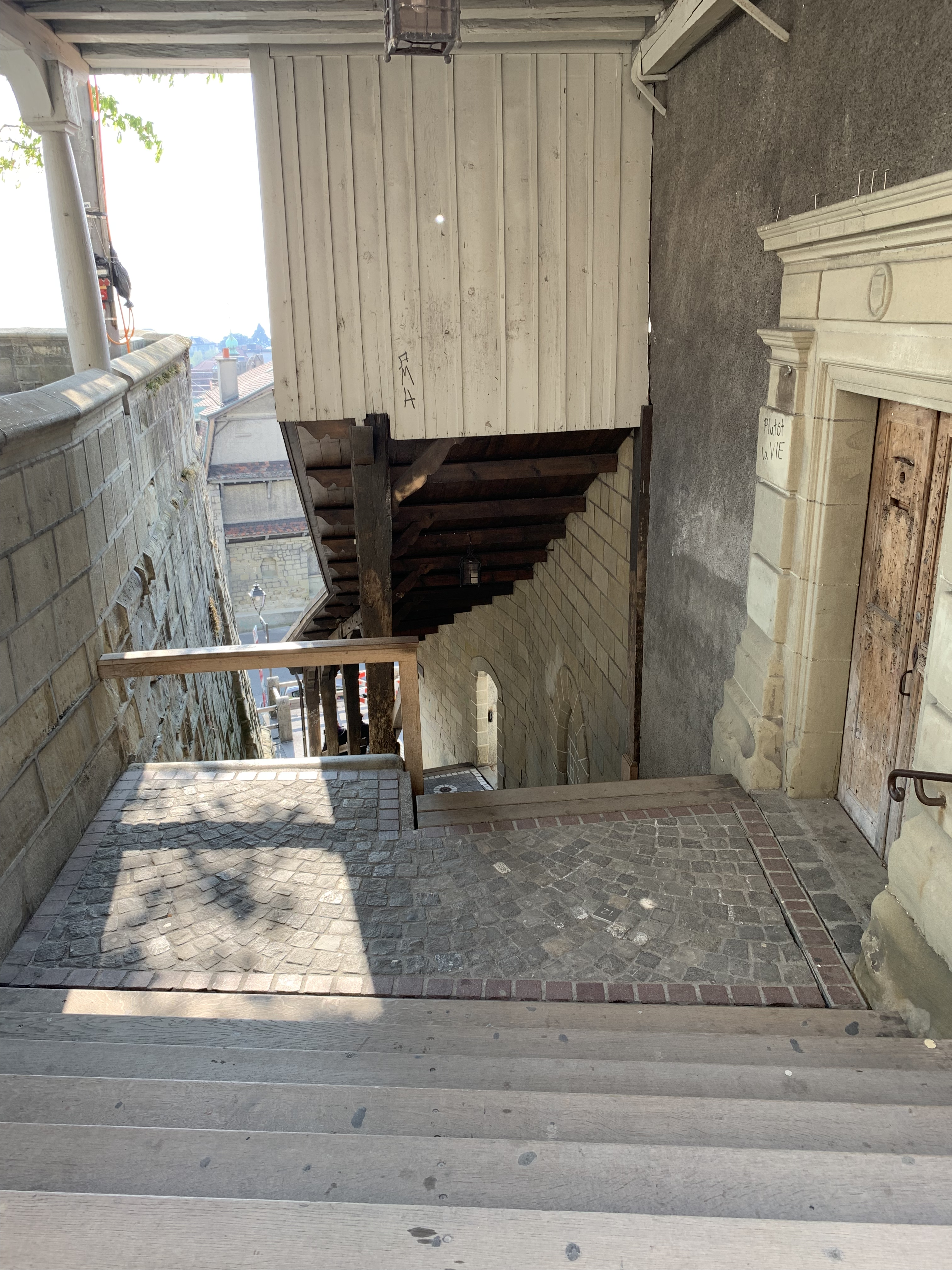
Les premières marches en partant du parvis de la cathédrale, sous le pavillon Levade.
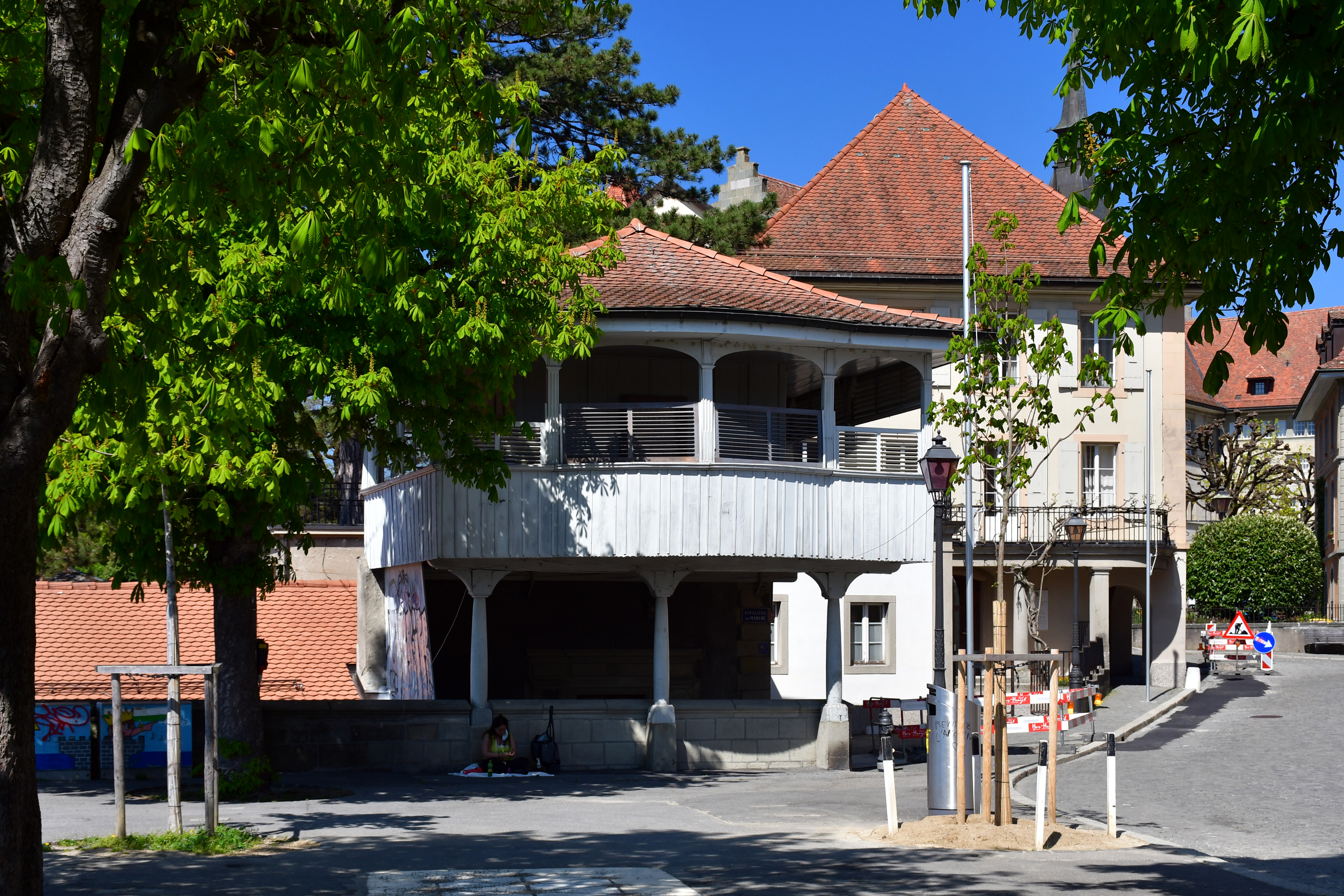
Du parvis de la cathédrale, les escaliers descendent sous le pavillon Levade.